# 土井幸恵
土井 幸恵（どい ゆきえ、1991年5月21日 - ）は、静岡県出身のバスケットボール選手である。ポジションはC/F。バスケットボール女子日本リーグ機構の三菱電機コアラーズ所属。

## 来歴
熱海二小から梁瀬中学校をへて、沼津中央高へ進学。
卒業後、三菱電機に入社。1年目はレギュラーシーズン5試合途中出場だった。2012年に引退、マネージャーに転じたが、2013年選手に復帰。

## 経歴
- 沼津中央高 - 三菱電機（2010年〜2012年、2013年～）